# Abraham van Salm
Abraham van Salm, ou Adriaen van Salm, né vers 1660-1665 à Delfshaven et mort le 23 mars 1720 dans la même ville, est un peintre et dessinateur néerlandais.

## Biographie
En 1706 Abraham van Salm est inscrit à la guilde de Saint-Luc de Delft. De 1686 à 1699, il est également mentionné comme maître d'école à Delfshaven. Il est le père et le maître du peintre Roelof van Salm.

## Œuvre
Abraham van Salm est connu pour ses marines réalisées à la plume et à l'encre de Chine.